# ماركو إيليك
ماركو إيليك هو لاعب كرة قدم صربي، ولد في 9 مايو 1985 في بلغراد في صربيا. لعب مع او في سي سليفن 2000 ونادي أو إف كيه بيوغراد ونادي بوتيف بلوفديف ونادي بيروي ستارا زاغورا ونادي تشيرنو مور فارنا ونادي سبارتاك فارنا ونادي لوكوموتيف بلوفديف.

## وصلات خارجية
- ماركو إيليك على موقع قاعدة بيانات كرة القدم.إي يو (الإنجليزية)